# Гаргано, Джонни
Джо́н Э́нтони Ни́колас Гарга́но (англ. John Anthony Nicholas Gargano; род. 14 августа 1987, Кливленд, Огайо) — американский рестлер. В настоящее время выступает в WWE на бренде SmackDown, где владеет командным чемпиоством WWE с Томмасо Чиампой.
Наиболее известен по своей карьере в NXT. Является первым в истории NXT обладателем Тройной короны, бывший чемпион NXT, рекордный трехкратный чемпион Северной Америки NXT и бывший командный чемпион NXT, он получил прозвище «Сердце и душа NXT».
Гаргано начал свою карьеру рестлера в 2005 году, работая в промоушене Cleveland All-Pro Wrestling (CAPW). В последующие годы Гаргано работал в ведущих американских независимых промоушенах, включая Chikara, Dragon Gate USA (DGUSA), Evolve и Pro Wrestling Guerrilla (PWG). Во время своей независимой карьеры Гаргано также выступал в национальных промоушенах Ring of Honor (ROH) и Total Nonstop Action Wrestling (TNA).
После нерегулярных выступлений в WWE в начале своей карьеры, Гаргано принял участие в пробах в июне 2015 года. После этого он стал регулярно появляться в NXT, в итоге подписав контракт в апреле 2016 года. Вместе с Томмасо Чиампой он сформировал команду #DIY и однажды стал командным чемпионом NXT. После их разрыва и жаркого соперничества Гаргано выиграл североамериканское чемпионство NXT в январе 2019 года и титул чемпиона NXT в апреле того же года. Благодаря этой победе Гаргано стал первым в истории NXT чемпионом Тройной короны. В 2020 году Гаргано выиграл североамериканский чемпионат NXT во второй, а затем и в третий раз, став первым рестлером, которому это удавалось три раза подряд.

## Ранняя жизнь
Джонни Гаргано родился и вырос в пригороде Кливленда — Лейквуде, штат Огайо, в семье Адрианны (в девичестве Класински) и Фрэнсиса Гаргано. Его мать имеет польские корни, а отец, ресторатор по профессии, — итальянские.
Впервые Джонни оказался на ринге в возрасте восьми лет, когда владелец промоушена Cleveland All-Pro Wrestling (CAPW) Джей Ти Лайтнинг, проводивший шоу за рестораном его отца, разрешил мальчику выйти на ринг и немного покататься.
Во время учёбы в St. Edward High School Гаргано решил поступить в школу рестлинга CAPW. В возрасте 16 лет он начал тренировки в тренировочном центре CAPW под руководством Джей Ти Лайтнинга и Джоша Прохабишна.
В числе своих кумиров Гаргано называет Шона Майклза, Криса Джерико и Джонни Сейнта.

## Карьера в рестлинге

### Начало карьеры и тренировки
Джонни Гаргано дебютировал в рестлинге за CAPW в 2005 году. Он называет свой стиль борьбы «Лучаресу» - это смесь британского цепного рестлинга, луча либре и пуроресу. Он описывает своего персонажа так: в то время как «кто-то не осознаёт себя и живёт в своём собственном обманутом маленьком мире». 8 октября 2006 года Гаргано победил Джоша Прохибитиона, M-Dogg 20 и Зака Гоуэна в четырёхстороннем матче и выиграл своё первое чемпионство на Чемпионате CAPW Junior Heavyweight Championship. До 5 августа 2007 года будет продолжать выступать в компании, объединившись с «Прохибишен» в его прощальном матче в CAPW, где они победили Алекса Шелли и Криса Сейбина. 24 июня 2009 года на телевизионных записях Гаргано выходил на ринг в тёмном матче на Total Nonstop Action Wrestling’s Impact!, проиграв Джею Литалу. На следующий день он боролся в другом тёмном матче, на этот раз проиграв Эрику Янгу. Гаргано также боролся в тёмном матче на Ring of Honor, победив Сами Каллихана 15 августа 2008 года. После трай-аута на ROH обнаружили, что у Гаргано был волосяной перелом в спине, вызванный тем, что его левая нога была короче правой, и это привело к тому, что его врач посоветовал ему пересмотреть свой выбор карьеры. Однако Гаргано вернулся на ринг спустя шесть месяцев.
27 марта 2007 года он появился на эпизоде SmackDown в роли «чемпиона Лихтенштейна» Седрика фон Хауссена, проиграв Монтелу Вонтевиусу Портеру. 25 мая 2010 года сделал ещё одно появление в стенах WWE на бренде NXT, изображая охранника. Гаргано выходил на ринг с другой ролью для WWE, работая под именем Джоуи Грей, на записях 20 сентября 2011 года, WWE Superstars, где проиграл Бродусу Клэю.

### Absolute Intense Wrestling (2006—2016)
26 февраля 2006 года Гаргано дебютировал за Кливлендский реслинг-промоушен Absolute Intense Wrestling (AIW), проиграв Кано. Свою первую победу в промоушене одержит спустя два месяца, 30 апреля, победив будущего исполнителя WWE Тайрона Эванса. 24 февраля 2008 года Гаргано победил своего тренера Джоша Прохибишена, чтобы стать претендентом номер один за пояс чемпиона AIW Intense Division Championship. 21 марта Гаргано совершил первую попытку за титул, принадлежащий Тайлеру Блэку, закончился на пятнадцатиминутной ничьей. 25 мая они выступили в 30-минутном матче по правилам Железного Человека, где Гаргано победил Блека и впервые выиграл чемпионство AIW Intense Division Championship.. 28 ноября 2008 года Гаргано держал титул в течение 187 дней, но вынужден сдать его из-за травмы. 28 февраля 2009 года Гаргано вернул себе титул, победив Джимми Демарко, в турнире за вакантное чемпионство AIW Intense Division Championship. Его владение титулом продолжалось до 15 мая 2009 года, когда он проиграл титул Джошу Прохибишену.
9 апреля 2010 года Гаргано объединился в группировку Aeroform (Флип Кендрик и Луис Линдон), сформировав группировку Team Oreo для участия в турнире Jack of All Trios, проводимого для шестнадцати команд из трёх человек. После победы над Psycho Sexual Panic (Корвисом Фир, Майкл Фасад и Шима Зион) за ночь турнира, Гаргано и Аэроформ дополнительно в эту ночь победили команду Beyond Wrestling (Чейз Барнетт, Дэйви Вега и Зейн Сильвер), Da Soul Touchaz (Эйсид Джаз, Марше Рокетт и Вилли Ричардсон) и, наконец, Young Studs (Бобби Беверли, Эрик, Райан и Ти Джей Динамит), выиграв турнир. В результате победы на турнире Гаргано и Аэроформ получили право представлять AIW в турнире короля Трио в Чикаре в 2010 году. 27 июня Гаргано победил Фасада, Стерлинга Джеймса Кинана и Томми Мерсера в четырёхстороннем матче, впервые выиграв главный титул AIW в одиночном матче вакантного AIW Absolute Championship. Позже той же ночью Гаргано сохранил свой новый титул, сражаясь с Брайаном Даниэльсоном, закончившись 30-минутной ничьей. Владение титулом будет продолжаться до 26 июня 2011 года, когда он проиграл титул Шиме Зиону. 3 марта 2012 года Гаргано выиграл гаулент-матч из 30 человек за золото, в прошлом году устранив Тима Донста, чтобы заработать тайтлшот у Зиона за Абсолютное Чемпионство AIW.

### Pro Wrestling Ohio/Prime Wrestling (2007—2013)
20 ноября 2007 года Гаргано появится в первом эпизоде Pro Wrestling Ohio на Sports Time Ohio. В своём дебютном матче он проиграет Грегори Айрону, что у многих вызывает недовольство, так как у победившего рестлера имелась инвалидность, известная как церебральный паралич. Гаргано продолжал работать в команде со своим тренером Джошем Прохибишеном, победив несколько команд за первый год в стенах PWO, включая Мэтта Кросса и Джона Макчесни, Марион Фонтейн и Джоша Аберкромби, Близнецов Олсен (Джимми Олсен и Колин Делани) и других. За всё время Айрон несколько раз бросал вызов Гаргано, утверждая, что может победить его в другом поединке. Тем временем Гаргано продолжал отрицать первоначальное поражение от Айрона и продолжал издеваться над инвалидностью Айрона, его историей сотрясений мозга и грубым воспитанием. В феврале 2008 года на телевизионных записях PWO Гаргано жестоко напал на Айрона со стулом, избив его и ударив его головой о баррикады ринга. Нападение Гаргано положила Айрона на койку в течение трёх месяцев, пока он не вернулся, чтобы бросить вызов Гаргано в матче «последний стоящий на ногах» на мероприятии Wrestlelution. 1 августа 2008 года Гаргано победил Айрона на глазах более чем 1000 болельщиков в Кливленде, Огайо, что положило конец их вражде.
Во время матча «последний стоящий на ногах» Гаргано получил перелом шейного отдела позвоночника и не возвращался к активным выступлениям до марта 2009 года, где он столкнулся с Майком Толаром и Джейсоном Бэйном в трёхстороннем матче, чтобы стать претендентом номер один чемпионства PWO в тяжёлом весе, в котором он победил. 18 апреля 2009 года Гаргано продолжал безуспешно оспаривать Мэтта Кросса за чемпионство PWO в тяжёлом весе. После проигрыша Гаргано Джош Прохибишен заработал тайтлшот на изношенном Кроссе и забрал его на чемпионство PWO.. Из-за обманчивых путей Прохибишена почти трёхлетние отношения между «Прохибитшеном» и Гаргано были разорваны. 9 августа 2009 года на Wrestlelution 2: A Coming of Age Гаргано победил Прохибишена в своём финальном матче за чемпионство PWO. В сезоне 2009/2010 PWO TV Гаргано защитил свой титул против всех претендентов и, похоже, изменил свои методы. Тем не менее произошла серия нападений, виновником которых считался Гаргано. В июне 2010 года выяснилось, что настоящим нападающим был Мэтт Кросс, который считал, что заслужил шанс вернуть себе чемпионство в тяжёлом весе PWO. 1 августа 2010 года на Wrestlelution 3: A Defining Moment Гаргано победил Кросса, сохранив пояс PWO в супертяжёлом весе. 20 марта 2011 года Гаргано проиграл чемпионство PWO в тяжёлом весе Мариону Фонтейну в трёхстороннем матче, в котором также участвовал Джейсон Бэйн после того, как получил удар дубинкой. 19 августа 2012 года Гаргано вернул чемпионство PWO в тяжёлом весе, теперь известное как Prime Heavyweight Championship, победив Джимми Джейкобса. 16 февраля 2013 года проиграл титул Кримсону. 20 октября на Wrestlelution 6 вернул себе титул, победив Кримсона.

### Chikara (2008, 2010—2013, 2016)
14 июня 2008 года Гаргано дебютировал за Филадельфийскую базу «Чикара», приняв участие в шестом турнире Кубка Молодых Львов (Chikara Young Lions Cup), но выбыл в первом же матче против Марш Роккетта. Гаргано вернётся в компанию почти два года спустя, 23 апреля 2010 года, принимая участие в турнире King of Trios 2010 года, объединившись с Aeroform. Однако в очередной раз Гаргано не смог пройти первый раунд, так как его команда потерпела поражение в матче первого раунда против Колонии (Огненный Муравей, Зелёный Муравей и Солдат Муравей). Во вторую ночь турнира Гаргано вышел во время четвертьфинального матча между F. I. S. T. (Икарус, Гран Акума и Чак Тэлор) и командой Осака Про (Ацуси Котагэ, Дасукэ Харада и Тадасукэ), одетый в майку F. I. S. T. и стал свидетелем того, как Икар, Акума и Тейлор выбыли из турнира. После этого события Гаргано написал на своей странице в Facebook, что ему нравится F. I. S. T., но подумал, что у команды может быть слабое звено, которое привело к тому, что стабильные члены указывали друг на друга пальцами. 27 июня на Faded Scars and Lines Гаргано победил Игрока Уно в своём родном городе Кливленде, чтобы заработать место в восьмом турнире Young Lions Cup. 26 июля в Chikarasaurus Rex: King of Show F. I. S. T. потерпел поражение в матче команды из шести человек от Симы, Масааки Мотидзуки и Супер Шенлона, когда Сима удержал Акуму. После матча Икар и Тейлор набросились на Акуму, вышвырнули его из обеих команд. Акума уступил своё место в группировке Гаргано. 27 августа 2010 года Гаргано принял участие во втором турнире Кубка Молодых Львов, победив Энди Риджа в матче первого круга. Однако позже в ту же ночь он был исключён из турнира, когда он был дисквалифицирован в полуфинальном шести-стороннего матче на выбывания. 29 августа, в последний вечер турнира, Гаргано победил 29 других мужчин, чтобы выиграть матч Обратного Отсчёта (Battle royal) и заработать «Золотую Возможность». С Гаргано в качестве члена, новый F. I. S. T. закончили свою серию поражений, победив Da Soul Touchaz (Эсид Джаз, Марше Рокетт и Уилл Ричардсон) и 3.0 (Скотт Паркер и Шейн Мэттьюс) и Солдат Муравей в матчах команд из шести человек 18 и 19 сентября. 23 октября Гаргано получил свою «Золотую Возможность» в матче за титул «молодых львов» против Фрайтмара, но его попытка выиграть Кубок не увенчалась успехом. 15 апреля 2011 года F. I. S. T. вошёл в турнир King of Trios 2011, победив команду Австралии (Кабел, Перси Ти и Тама Уильямс) в матче первого раунда. На следующий день Ф. И. С. Т. проиграла команде Осака Про (Ацуси Котагэ, Дасукэ Харада и Непобедимый Паук младший), чтобы выйти в полуфинал турнира. 17 апреля F. I. S. T. сильно недовольны в полуфиналом турнира King of Trios, победив команду Митиноку Про (Дик Того, Великий Сасукэ и Дзинсэй Синдзаки), когда Икар после того как свернул Сасукэ для победы, Тейлор ослепил его порошком. Позже в тот же день F. I. S. T. потерпел поражение в финале турнира от Колонии (Огненный Муравей, Зелёный Муравей и Солдат Муравей)
В июне и июле Гаргано и Тейлор получили по три очка и право бросить вызов за Chikara Campeonatos de Parejas с победами над командами Колонии (Зелёный и Солдат Муравей), Несогласованные (Frightmare и Хелловикед) и Атлантиса и Рей Буканеро. 18 сентября Гаргано и Тейлор одержали победу над Джигсо и Майком Квакенбушем, впервые выиграв Chikara Campeonatos de Parejas. 7 октября Гаргано и Тейлор успешно проведя защиту титула, победив Momo no Seishun Tag (Ацуси Котогэ и Дайсукэ Харада) с помощью Икара в третьем матче между F. I. S.Т. и представители Осакского профессионального реслинга. 7 октября Икар заменил Гаргано, который не смог присутствовать на мероприятии из-за проблем с поездками, и объединился с Тейлором, успешна защитив Campeonatos de Parejas от Отбросов (Дешер Хатфилд и Шугар DДанкертон), потом Гаргано и Тейлор защитили титул 2 декабря, во время специального послесезонного уик-энда Чикары JoshiMania, победив Колонию. В то время как Гаргано был отстранён с травмой спины, 25 февраля 2012 года Икар заменил его и вместе с Чаком Тейлором успешно защитили Campeonatos de Parejas от Spectral Envoy (Hallowicked and UltraMantis Black) прежде чем потерять титул команде 3.0 24 марта. Заработав три очка в четырёхматчевом отборочном матче 14 апреля, Гаргано и Тейлор победили команду 3,0 в матче-реванше 29 апреля, вернув себе титул они стать первыми двукратными Кампеонес де Парехас. 2 июня в Chikarasaurus Rex: How to Hatch a Dinosaur, F. I. S. T. проиграл титулы Янг Баксам (Мэтту и Нику Джексону) в их первой защите титула.
2 августа директор по развлечениям Чикары, Винк Вавассер, по имени Шугар Данкертон, который заявил о своём желании присоединиться к группировки, четвёртым членом F. I. S. T. Другие члены, однако, отказались принять Данкертона в качестве полноправного члена, вместо этого называя его своим «водяным мальчиком». 14 сентября F. I. S. T., представленный Гаргано, Икарусом и Тейлором, вступили в 2012 году на турнир King of Trios, победив команду Osaka Pro (Ибиссана, Кикутаро и Такокида)в первом раунде. На следующий день F. I. S. T. побеждает женскую команду JWP (Комманд Большой, Каори Ёнэяма и Цубаса Курагаки), выйдя в полуфинал турнира. На третий и заключительный день турнира, Ф. И. С. Т. выбыла из турнира в полуфинале группировкой Посланики Спектра (Фрайзмэйр, Хэйлловикед и Ультрамантис Чёрный), которые пошли на, чтобы выиграть весь турнир. В начале 2013 года члены F. I. S. T. начались проблемы друг с другом, что привело к тому, что Икар 3 мая тернулся на Гаргано из-за его лечения Шугара Данкертона. После тёрна, Гаргано ушёл из F. I. S. T., позже Чикара удалила его профиль с официальной страницы промоушена.
2 сентября 2016 года Гаргано вернулся в Чикару, участвуя в турнире King of Trios 2016 года в составе команды #CWC, наряду с Седриком Александером и Дрю Гулаком. Все выбыли из турнира в первом раунде Тремя Воинами (Олег Узурпатор, Принцесса КимберЛи и Грозовая Лягушкой)

### Dragon Gate USA и Evolve (2009—2016)
Выступая за Чикагский реслинг-промоушн All American Wrestling (AAW), Гаргано столкнулся с Кольтом Кабаной, который предложил ему связаться с бывшим Букером Ring of Honor Гейбом Сапольски, который искал таланты для Dragon Gate USA и Evolve Wrestling промоушины, и сказать ему, что Кабана послал его. 25 июля 2009 Гаргано получил пробный матч на Dragon Gate USA на ленте pay-per-view Enter the Dragon, выступая в восьмеричном отборочном матче, который выиграл Линсе Дорадо. 6 сентября Гаргано выступал в другом тёмном матче на Untachable, где он победил Арика Кэннона, Флипа Кендрика, Хелловикида, Луиса Линдона, Принца Мустафу Али, Шиму Зиона и Великого Малаки в восьми-стороннем матче на выбывании. 28 ноября в Freedom Fight Гаргано дебютировал ППВ, войдя в турнир, первого открытого чемпиона Freedom Gate, но был устранён в первом раунде в шестистороннем матче с Халлоувикед, Линсе Дорадо, Мэтт Джексон, Ник Джексон и победителем матча, Гран Aкума. 16 января 2010 года Гаргано принял участие в первом шоу Evolve Wrestling, победив Криса Дикинсона в одиночном матче. Семь дней спустя в Dragon Gate USA на четвёртом PPV, бесстрашный, Гаргано боролся в другом тёмном матче, проиграв Кайлу О’Райли в шестистороннем матче. В мае 2010 года Гаргано подписал контракт с Dragon Gate USA. 24 июля 2010 года, на Enter the Dragon 2010, Гаргано провёл свой первый одиночный матч в стенах Dragon Gate USA, проиграв Cиме, отцу-основателю Dragon Gate, материнской компании Dragon Gate USA. На следующем турнире 25 сентября Гаргано потерпел поражение от Чака Тейлора в четвертьфинальном матче, в котором также участвовали Дрейк Янгер и Рич Суонн. На следующий день прежде чем победить Дрейка Янгера в одиночном матче,Гаргано предложил себя Warriors International stable Чимы. 29 октября в Dragon Gate USA, первом прямом эфире на ППВ, Bushido: Code of the Warrior, Гаргано выступал в четырёх-стороннем поединке, который выиграл Чак Тейлор, а также включал в себя Арик Кэннон и Рикошета. После того, как Тейлор отклонил предложение Чимы присоединиться к его Международной конюшне воинов, Гаргано предложил себя Чиме, но был отклонён. Гаргано снова столкнулся с Чимой после матча, предложив себя «Уорриорз Интернэшнл», прежде чем напасть на него и его члена Рикошета, вместе с Чаком Тейлором и Ричем Суоном. Все трое создали свою собственную группировку под названием «Ронин». На следующий день на записях Freedom Fight 2010 Ронин победили Остина Эйриса, Дженки Хоригучи и Рикошет в матче команды из шести человек.
29 января 2011 года Гаргано и Тейлор вступили в трёхдневный турнир, чтобы определить первых в истории Чемпионов Open the United Gate. В своём первом матче турнира Гаргано и Тейлор победили представителей Blood Warriors Наруки Дои и Рикошета, а затем на следующий день победили другую команду Blood Warriors состоящия из Симы и Драгон Кида. 30 января Гаргано и Тейлор потерпели поражение в финале турнира от представителей World-1 Масато Ёсино и ПАКа. 1 апреля Open the Southern Gate Гаргано провёл матч-реванш с Симой, причём Ронин теперь работал в группе Бебифейса против Кровавых Воинов Чимы, но потерпел поражение, как и в предыдущем одиночном матче между двумя командами. На следующий день на Mercury Rising 2011 pay-per-view Ронин были побеждены в главном командном матче из шести человек командой Blood Warriors Сима, Наруки Дои и Рикошет. 3 апреля в Open The Ultimate Gate Остин Ариес, который только что проиграл матч, в котором он поставил на кон свою карьеру Dragon Gate USA, сделал вид, что передаёт факел своим бывшим соперникам по Ронин, но вместо этого он хилтернулся против них и присоединился к Кровавым Воинам. После победы в стенах Evolve над Рикошетом, Фрайгтмар, и Джимми Джейкобсом, 19 апреля Гаргано победил Джона Дэвиса на первом ППВ прямом интернет-шоу Evolve. Позже той же ночью он победил Чака Тейлора в матче на тай-брейке, став новым лидером Evolve с рекордом 6-2. 3 июня на Dragon Gate USA ' s Fearless 2011, Гаргано столкнулся с Ариес в проигрышном матче, но вернулся через два дня на Enter the Dragon 2011, заставив Cиму и Ариес сдаться в матче на выбывания из шести человек, где он объединился с Ричем Свонном и Масато Ёсино, а Броуди Ли был третьим членом Кровавых Воинов.
10 сентября на Untouchable 2011, Гаргано победил в одиночном матче члена Блуд Варриорс Акиру Тодзаву. На следующий день в Way Of The Ronin 2011 прежде чем нацелиться на пояс Открытого чемпиона Freedom Gate,Гаргано одержал крупную одиночную победу над Наруки Дои. 13 ноября на Freedom Fight 2011, Гаргано победил Ямато, выиграв Open the Freedom Gate Championship. 14 января 2012 года Гаргано успешно защитил свой титул от Рикошета в финальном официальном профессиональном поединке по рестлингу на Asylum Arena. После матча, Гаргано пришлось помогать за кулисами, и он был срочно доставлен в больницу с явной травмой спины. На следующий день он был освобождён от титула. Гаргано вернётся на ринг 3 марта. 30 марта Гаргано вернулся в Dragon Gate USA,когда он и Чак Тейлор столкнулись с Масато Ёсино и Рикошетом за вакантный пояс Открытого чемпиона United Gate. После того, как Ронин проиграл матч, Тейлор хилтернулся на Гаргано и разрушил группировку. На следующий день Гаргано успешно защитил Open the Freedom Gate Championship от Масато Ёсино, но затем был атакован Чаком Тейлором. После слияния Dragon Gate USA и Evolve, Гаргано успешно защитил Open the Freedom Gate Championship против Тейлора 29 июня на Evolve 15. 28 июля на Untouchable 2012, Гаргано сделал ещё одну успешную защиту титула против Акиры Тозавы. До этого события сообщалось, что Гаргано был предложен контракт на отбор с WWE, однако после его победы Гаргано показал, что он подписал двухлетний контракт с Dragon Gate USA/Evolve. На следующий день в Enter the Dragon 2012, Dragon Gate USA ' s third anniversary event, Гаргано победил Чака Тейлора в матче без титула «Я Ухожу», чтобы выиграть соперничество между двумя бывшими партнёрами по конюшне. 8 сентября Гаргано сделал ещё одну успешную защиту Open the Freedom Gate Championship, победив Джона Дэвиса на Evolve 17. 4 ноября на Freedom Fight 2012, несмотря на предматчевое нападение Джона Дэвиса, Гаргано победил Акиру Тозаву, АР Фокса и Рикошета в четырёхстороннем матче на выбывания, сохранив Open the Freedom Gate Championship и, в результате, добрался до целого года в качестве чемпиона.
8 декабря на Evоle 18 Гаргано нанёс поражение Сами Каллихану за десятую успешную защиту титула Открытого чемпионства The Freedom Gate. 26 января 2013 года Гаргано победил Джона Дэвиса в матче с завистью, сохранив пояс Открытого чемпион Freedom Gate. На следующий день Гаргано победил Брайана Кендрика в своей двенадцатой успешной защите титула. 6 апреля на Open The Ultimate Gate 2013 Гаргано успешно защитил Открытый чемпионат Freedom Gate от Синго, ударив его низким ударом и цепью, превращаясь при этом в злодея. Стрик успешной защиты титула Гаргано продолжилась 2 июня в Evolve 22,где он победил Самурая дель Соль через сабмишон, сняв с него маску. 28 июля на Enter the Dragon 2013, четвёртом юбилейном мероприятии Dragon Gate USA, Гаргано успешно защитил титул дважды против Акиры Тодзавы. Это было вызвано победой Гаргано в первом матче после вмешательства Джона Дэвиса. 22 сентября на Evolve 24 Гаргано сделал свою семнадцатую успешную защиту Открытого чемпионата The Freedom Gate против бывшего члена Ронина Рича Суонна. Обладая поясом Открытого чемпионства Freedom Gate в течение двух лет, Гаргано сделал свою восемнадцатую успешную защиту титула 17 ноября против Криса Хиро, который дебютировал в Dragon Gate USA после своего выхода из WWE. Успешная защита титула Гаргано продолжилась в начале 2014 года, когда он победил Нацию Ухаа, Трента Баретту, и Родерика Стронга. 27 марта стало известно, что Гаргано подписал контракт о продлении контракта с Dragon Gate USA. 4 апреля Гаргано проиграл пояс Open the Freedom Gate Championship Рикошету в процессе становления, в матче одного года, заканчивающийся его рейн длившейся два с половиной года. Соперничество между Гаргано и Ричем Сванном достигло кульминации в матче «Evolution’s End» 10 августа 2014 года, где Сванн одержал победу. После матча Гаргано спас Суонна от нападения Premier Athlete Brand Энтони Несе, Калеба Конли и Су Юнга.
16 ноября 2014 года, во время тура материнской компании Dragon Gate USA WWNLive по Китаю, Гаргано победил Рикошета, чтобы вернуть себе пояс Open the Freedom Gate Championship, став первым двукратным обладателем титула. 9 января 2015 года Гаргано провёл свою первую успешную защиту титула против Шейна Стрикленда. Позже в том же самом событии Гаргано снова спас Рича Свана, на этот раз от братьев Бравадо (Гарлем и Ланселот) и Мооса. Это привело к матчу на следующий день, где Гаргано, Суонн и Чак Тейлор, воссоединившиеся Ронин, победили братьев Бравадо и Мооса в матче, где проигравшая команда должна была разделиться. 26 марта Гаргано успешно защитил Открытое чемпионство Freedom Gate от Эйр Фокса, чтобы организовать двойной титульный матч с чемпионом мира Evolve Дрю Гэллоуэем. Матч состоялся два дня спустя, где Гэллоуэй победил Гаргано, сохранив титул чемпионат мира Evolve и выиграв Открытое чемпионство Freedom Gate. После матча Итан Пейдж вернулся и напал на Гаргано, начав вражду между ними с сюжетной линией, заключающейся в том, что Гаргано устроил Пейдж на работу в Evolve, но Пейдж теперь пытался сделать себе имя за счёт Гаргано. 18 апреля Гаргано и Рич Суонн победили Энтони Несе и Калеба Конли и выиграли Открытое чемпионство Соединённых Штатов. После матча Гаргано упразднил пояс Открытого чемпионства Соединённых штатов, так как Dragon Gate были в прошлом, и потребовал создания командного чемпионства Evolve. 15 августа партнёрство Гаргано со Суонном закончилось, когда Суонн отвернулся от Гаргано и объединил свои усилия с Итаном Пейджем. Вражда между Гаргано и Пейджем достигла кульминации 17 октября на Evolve 49, где Гаргано победил Пейджа в матче по правилам «I Quit», где была на кону его карьера в Evolve. 24 января 2016 года на Evolve 55 Гаргано и Дрю Гэллоуэй победили Криса Геро и Томми Энда в финале турнира Evolve Tag Team, став первыми командными чемпионами Evolve. 2 апреля они проиграли командные титулы Дрю Гулаку и Трейси Уильямс. После матча Гэллоуэй предал Гаргано. Вражда между Гаргано и Галлоуэем завершилась 17 июля на Evolve 65, где Гаргано побеждён Галлоуэем.
21 июля Evolve сообщила о предстоящем уходе Гаргано из промоушена, а его финальный матч состоится 11 сентября. 10 сентября в Evolve 68 Гаргано потерпел поражение от Зака Сэйбра-младшего в своём последнем одиночном матче в стенах Evolve. На следующий день в Evolve 69 Гаргано и Коди Роудс победили Криса Хиро и Дрю Гэллоуэя в прощальном матче Гаргано на Evolve.

### Dragon Gate (2011, 2012)
1 марта 2011 года Гаргано дебютировал в Японии, когда его группировка Ронин Dragon Gate USA,начали свой первый трёхнедельный тур по Dragon Gate. В своём первом матче тура Гаргано, Чак Тейлор и Рич Суонн победили представителей Blood Warriors Сима, Наруки Дои и Наоки Танисаки в командном матче из шести человек.
Гаргано вернулся в Dragon Gate в октябре 2012 года, теперь он согласован с международной группировкой World-1. В своём первом матче тура 6 октября Гаргано объединился с Масато Ёсино и Наруки Дои, чтобы победить ветерана Каэттекиты-представителей gun Don Fujii, Gamma и Masaaki Mochizuki в главном турнире команды из шести человек. На следующий день Гаргано победил Рё «Джимми» Сайто за его восьмую успешную защиту Open the Freedom Gate Championship.

### Pro Wrestling Guerrilla (2013—2015)
22 марта 2013 года Гаргано дебютировал за Южнокалифорнийский реслинг-промоушн Pro Wrestling Guerrilla (PWG) во время промоушена All Star Weekend 9, объединившись с Чаком Тейлором в матче без командных титулов на кону, были побеждены действующими командными чемпионами мира PWG World Tag Team, Янг Баксами. В течение следующей ночи Гаргано и Тейлор победили Монстров РокНЕСа (Джонни Гудтайма и Джонни Юма) в другом командном матче. 15 июня Гаргано вернулся в PWG, когда он и Тейлор потерпели поражение в командном матче от Dojo Bros.(Эдди Эдвардс и Родерик Стронг) 30 августа 2013 года Гаргано принял участие в 2013 Battle of Los Angeles, победив Вилли Мака в своём первом раунде. На следующий день Гаргано победил Кевина Стина в матче второго круга, а затем был выбит из турнира в полуфинале Майклом Элджином. 20 октября Гаргано победил Родерика Стронга в одиночном матче, а в конце турнира вызвал Адама Коула на будущий матч за звание чемпиона мира PWG. 21 декабря Гаргано получил свой тайтл-шот на второй день All Star Weekend X ,но был побеждён Коулом. 31 января 2014 года Гаргано не смог заработать ещё один тайтл-шот, когда был побеждён Дрейком Янгером в четырёхстороннем матче за претендентство номер один, в котором также участвовали Крис Хиро и Кайл О’Рейли. В августе Гаргано добрался до финала Битвы за Лос-Анджелес 2014 года, но проиграл Рикошету в трёхстороннем матче, также с участием Родерика Стронга. 11 декабря 2015 года Гаргано и Томмазо Чиампа безуспешно бросили вызов Янг Баксами за мировые командные чемпионства PWG.

### WWE

#### Дебют на NXT и DIY (2015—2017)
В июне 2015 года Гаргано принял участие в тренировочном лагере WWE, а также выступал на съёмках NXT 18 июня, проиграв Юха Нейшену. Хотя он и не подписал контракт с WWE, Гаргано продолжал выступать в NXT в течение следующих нескольких месяцев. Наиболее примечательно, что он объединился с Томмазо Чиампой в классическом командном турнире Dusty Rhodes Tag Team, победив команду Булла Демпси и Тайлера Бриза в их первом раунде в эпизоде 9 сентября. На эпизоде 16 сентября они проиграли команде Райно и Барона Корбина. В начале 2016 года Гаргано продолжал работать в NXT. 2 апреля было подтверждено, что Гаргано подписал контракт с WWE ранее, на этой неделе. Контракт Гаргано с NXT был так называемым «Tier 2» контрактом, который позволял ему продолжать работать наряду с независимыми сценами и с его регулярным букингом NXT. 23 июня Гаргано принял участие в турнире Cruiserweight Classic, победив своего партнёра по команде Томмазо Чиампу в матче первого круга. 14 июля Гаргано был выбит из турнира Ти Джеем Перкинсом. 21 июля стало известно, что Гаргано подписывает новый полноценный контракт с NXT, что помешает ему принимать дальнейший независимый букинг.
20 августа на NXT TakeOver: Brooklyn II Гаргано и Чиампа безрезультатно оспаривали командное чемпионство NXT у Возрождения (Дэш Уайлдер и Скотт Доусон). Гаргано и Чиампа, теперь объявленна команда как «DIY» (часто стилизованные под #DIY), получили ещё один тайтл-шот в матче двух из трёх удержаний 19 ноября на NXT TakeOver: Toronto, победив Возрождение, и став новыми чемпионами команды NXT. DIY продолжали успешно защищать свои командные пояса против команды Тадзири и Акиры Тозава и TM61, соответственно в Японии и Австралии. Они победили Возрождение в матче-реванше 11 января 2017 года в эпизоде NXT, чтобы сохранить титулы, но впоследствии были атакованы Авторами Боли (Aкам и Резар). На NXT TakeOver: San Antonio они проиграли титулы Авторам Боли. Свой реванш они получили 1 марта на эпизоде NXT, который закончился безрезультатно после того, как Возрождение вмешалось и атаковало обе команды. Это привело к трёхстороннему командному матчу на выбывание между всеми тремя командами за командное чемпионство NXT на NXT TakeOver: Orlando, где DIY не смогли вернуть себе титулы после того, как стали первой, выбывшей командой.
20 мая на NXT TakeOver: Chicago, DIY в очередной раз столкнулись с Авторами Боли в первом в истории матче за командные чемпионства NXT, в котором они проиграли. После матча Чиампа предал Гаргано и положил конец партнёрству между ними. Их вражда продолжалась, когда Гаргано столкнулся с Андраде Сиеном Алмасом на NXT TakeOver:Brooklyn III, но проиграл после того, как валет Алмаса, Зелина Вега, бросила футболку #DIY в Гаргано, чтобы отвлечь его. На эпизоде NXT 11 октября Гаргано провёл матч-реванш с Алмасом, но снова проиграл после того, как Вега снова отвлекла его, надев футболку #DIY. На эпизоде NXT 6 декабря Гаргано победил Кассиуса Оно, чтобы квалифицироваться в фатальный четырёхсторонний матч претендента номер один за Чемпионство NXT с участием Алистера Блэка, Киллиана Дейна и Ларса Салливана, который Гаргано выиграл после того, как удержал Блэка, став первым человеком, сделавшим это.

#### Сторилайн с Томмазо Чиампой (2018—2019)
На следующем мероприятии NXT, NXT TakeOver: Philadelphia, Гаргано не удалось выиграть Чемпионство NXT у Андраде «Сиена» Алмаса. После матча Чиампа вернулся, чтобы атаковать Гаргано сзади с костылём. Матч Гаргано с Алмасом в TakeOver: Philadelphia был высоко оценён, заработав пять звёзд от журналиста Wrestling Observer Newsletter Дейва Мельтцера, что сделало его первым матчем в истории NXT, получившим пятизвёздочный рейтинг, а также шестым в общем зачёте WWE и первым после Джона Сины против СМ Панк на PPV Money in the Bank 2011. 21 февраля на эпизоде NXT Гаргано снова столкнулся с Алмасом за чемпионство NXT, где Гаргано не смог выиграть титул после вмешательства Томмазо Чиампы, что вынудило его (постановочно) покинуть NXT. На NXT TakeOver: New Orleans он победил Чиампу в несанкционированном матче, чтобы быть восстановленным в NXT. Дейв Мельтцер наградил бы этот матч пятью звёздами, это было бы третьим для NXT (после лестничного матча за Североамериканское чемпионство ранее в тот вечер), и вторым для Гаргано менее чем за три месяца. На эпизоде NXT 25 апреля Гаргано был снова атакован Чиампой, когда он выходил на свой матч чемпионата NXT против Алистера Блэка, что привело к Чикагской уличной драке между ними на NXT TakeOver: Chicago II, которую Чиампа выиграл.
Во время его вражды, его характер начал иметь более тёмный поворот, становясь более нестабильным, показывая более агрессивный стиль и используя Спайк ДДТ, чтобы победить EC3 на эпизоде 4 июля NXT, похожий на тот, который Чиампа удержал его на NXT TakeOver: Chicago II.На съёмках 18 июля NXT эпизода 25 июля, Гаргано вмешался в матч за чемпионата NXT Чиампы против Блэка и случайно ударил Блэка с титульным поясом, в результате чего Чиампа выиграл чемпионство. На следующей неделе все трое рестлеров были запланированы на матч тройной угрозой за Чемпионство NXT в NXT TakeOver: Brooklyn IV, хотя Блэк был снят с матча из-за неспособности конкурировать после того, как его нашли без сознания на парковке после шоу. Титульный матч был позже изменён на последний матч между Гаргано и Чампой на турнире. Гаргано проиграл матч и на эпизоде 24 октября NXT было раскрыто как тот, напал на Алистера Блэка, став в процессе хилом. Блэк и Гаргано продолжили своё соперничество и провели матч на NXT TakeOver: WarGames II, который Блэк выиграл.
На эпизоде NXT 19 декабря Гаргано победил Блэка в матче со стальной клеткой после вмешательства Чиампа. В NXT TakeOver: Phoenix Гаргано победил Рикошета, выиграв Североамериканское Чемпионство NXT. Позже этой ночью, Чиампа успешно защитил своё чемпионство NXT против Блэка, Гаргано воссоединился со своим бывшим командным партнёром, когда они подняли свои пояса в унисон на сцене, когда шоу вышло в эфир. На следующий вечер он впервые появится в основном составе на турнире Royal Rumble, войдя под номером 6 в матче Royal Rumble 2019, в котором он продержался более 13 минут и устранил Джиндера Махала, позже был устранён Дином Эмброузом. 30 января во время записи NXT Гаргано защищал Североамериканский Чемпионат против Вельветина Дрима . Тем не менее, WWE решила записать две концовки для матча, одну с сохранением титула Гаргано, а другую с победой Дрима. 20 февраля 2019 года был показан финал, в котором Гаргано потерял титул.

#### Чемпион NXT (2019—2020)
18 февраля 2019 года на эпизоде Raw Гаргано дебютировал в основном ростере с тремя другими звёздами NXT Рикошетом, Чиампой и Блеком. В своём дебюте в основном ростере он и Чиампа победили бывших командных чемпионов Raw The Revival в матче «без титулов на кону». На следующий вечер в дебюте SmackDown Гаргано и Чиампа победили команду «Бар» (Сезаро и Шеймус). 13 марта на эпизоде NXT Гаргано и Чиампа выбыли из командного турнира Dusty Rhodes Classic, однако после этого Чиампа попытался напасть на Гаргано так же, как он это сделал на TakeOver: Chicago двумя годами ранее, но Гаргано опередил его в этом и напал раньше, тем самым сделав его фэйсом.
На эпизоде NXT от 20 марта было объявлено Трипл Эйчем, что Гаргано и Чиампа должны были участвовать в NXT TakeOver: New York за чемпионство NXT, но из-за того, что Чиампа нуждался в реальной операции на шее, он был снят с матча и вынужден освободить титул. Поэтому было объявлено, что Гаргано всё ещё будет участвовать в матче за теперь вакантный титул, а его соперником будет Адам Коул, который позже этой ночью выиграл пятисторонний фатальный матч, чтобы заработать право заменить Чиампу.
На этом шоу Гаргано победил Коула в матче «два из трёх удержаний», выиграв впервые в своей карьере чемпионство NXT, что также сделало его первым в истории чемпионом Тройной Короны NXT. В конце шоу Чиампа вышел отпраздновать успешную победу Гаргано с титулом вместе с Кэндис Ле Рей. Матч между Гаргано и Коулом был оценён в пять с половиной звёзд Дейвом Мельтцером, что делает его первым матчем WWE, который имеет пятизвёздочный рейтинг, и третий матч Гаргано с рейтингом пять звёзд в целом. На эпизоде NXT 17 апреля Гаргано праздновал свою победу за Чемпионство, пока его не атаковала Неоспоримая Эра. Матч-реванш между Гаргано и Коулом должен был состояться в NXT TakeOver XXV, где Гаргано потерял титул, закончив свой рейн в 57 дней. Матч-реванш Гаргано на NXT TakeOver: Toronto был тогда запланирован Уильямом Ригалом, сделав ещё один матч «два из трёх удержаний», с каждым рестлером, позволенным выбрать условие, и с Ригалом, решающим окончательное условие удержания. На турнире Гаргано выиграл второе удержание, но в конечном счёте не смог вернуть титул после проигрыша финального падения, которое было в матче со стальной клеткой после того, как оба рестлера упали с верхней части клетки через стол.
На эпизоде NXT 23 октября Гаргано снова воссоединился с Чиампой, только чтобы быть атакованным Неоспоримой Эрой и неожиданным возвращенцем NXT Финном Балором; он получил законную травму шеи, когда Балор выполнил свой фирменный финишер 1916 года на Гаргано на входном пандусе, оттеснив его на неопределённый срок. 18 декабря он вернулся в эпизоде NXT, отвлекая Балора во время его матча за чемпионство NXT против Адама Коула, в результате чего он проиграл. Затем он атаковал Балора стальным стулом после матча. На эпизоде NXT от 8 января 2020 года Балор вызвал Гаргано на матч в NXT TakeOver: Portland, который принял Гаргано. На этом мероприятии Гаргано потерпел поражение от Балора и позже той же ночью он вмешался в мейнт-эвент между Коулом и Чиампой за Чемпионство NXT, в котором он неожиданно атаковал Чиампу титульным поясом, пока рефери был без сознания, что впоследствии позволило Коулу удержать Чиампу, таким образом, сломав DIY во второй раз и в процессе своей карьеры WWE, также став хилом во второй раз.
Гаргано объяснил свой поступок тем, что хотел отомстить Чиампе за ад, который он на него обрушил за последние два года. Это вылилось в матч на пустой арене без дисквалификации на эпизоде NXY от 8 апреля 2020 года. Гаргано победил с помощью своей жены Кэндис, нанёсшей Чиампе удар ниже пояса.
В конце 2021 года срок действия контракта Гаргано с WWE истёк, а новый подписан не был. Гаргано покинул WWE после почти 6 полных лет работы в организации.

#### Возвращение в WWE, на RAW (2022 — н.в.)
22 августа 2022 года Гаргано вернулся в WWE, объявившись на шоу RAW в Торонто. Он сказал, что доволен своей карьерой, вспомнил, что ему нравится проводить время с недавно родившимся сыном, но у него всегда были мечты стать Чемпионом WWE, и он не готов от них отказываться. Первым, кто его поприветствовал, оказался Тиори, предложивший бывшему товарищу стать его помощником. Гаргано не стал его слушать, а ударил суперкиком.

## Личная жизнь
В январе 2016 года Гаргано обручился с рестлершей Кэндис Ле Рей. 16 сентября 2016 года они поженились. В феврале 2022 года у пары родился сын Куилл.
Гаргано является большим поклонником футбольной команды Кливленд Браунс. Празднование его 30-летия состоялось на их родном поле стадиона FirstEnergy.

## Титулы и достижения
- Absolute Intense Wrestling
  - Абсолютный чемпион AIW (1 раз)[182]
  - Чемпион Интенсивного Дивизиона (2 раза)[18]
  - Gauntlet for the Gold (2012)[22]
  - Jack of All Trios (2010) — с Флипом Кендриком и Льюис Ландоном[19]
- CBS Sports
  - Вражда года (2018) — против Томмазо Чиампы[183]
  - Вражда года (2019) — против Адама Коула[184]
  - Матч года (2019) — против Адама Коула на NXT TakeOver: New York[184]
  - Матч года в NXT (2018) — против Андраде Сиена Алмаса на NXT TakeOver: Philadelphia[183]
  - WWE Мужчина-рестлер года (2018)[183]
- Championship Wrestling Experience
  - Неоспоримый Чемпион CWE (1 раз)[185]
- Chikara
  - Командный Чемпион Chikara (2 раза) — с Чаком Тейлором[46]
  - The Countdown Showdown (2010)[37]
- Cleveland All-Pro Wrestling
  - Чемпион CAPW в полутяжёлом весе (1 раз)[186]
- DDT Pro-Wrestling
  - Чемпион железных людей в хеви-металлическом весе (1 раз)[187]
- Dragon Gate USA/Evolve Wrestling
  - Командный Чемпион Evolve (1 раз) — с Дрю Гэллоуэй[121]
  - Чемпион Open Freedom Gate (2 раза)[82][111]
  - Чемпион Open the United Gate (1 раз) — с Ричем Свонном[117]
  - CITIC Cup (2014)[111]
  - Победитель Командного турнира Evolve — с Дрю Гэллоуэй[121]
- International Wrestling Cartel
  - Чемпион Супер Инди IWC (1 раз)[188]
  - Командный чемпион IWC (1 раз) — с Михаэлем Фейседом[189]
- Legacy Wrestling
  - Чемпион Legacy (1 раз)[190]
- Pro Wrestling Illustrated
  - Вражда года (2018) — против Томмазо Чиампы[191]
  - Вражда года (2019) — против Адама Коула[192]
  - PWI ставит его под № 6 в списке 500 лучших рестлеров в 2019[193]
- Pro Wrestling Ohio/Prime Wrestling
  - Чемпион в тяжёлом весе PWO/Prime (3 раза)[27]
- Smash Wrestling
  - Чемпион Smash (1 раз)[194]
- Sports Illustrated
  - Sports Illustrated ставит его на #9 из 10 лучших мужчин рестлеров 2018 года (вместе Томмасо Чиампой)[195]
- Wrestling Cares Association
  - Победитель турнира Race for the Ring (2014)[196]
- Wrestling Observer Newsletter
  - Вражда года (2018) — против Томмазо Чиампы[197]
  - Вражда года (2019) — против Адама Коула
  - 5 — звездочный матч (27.01.2018) — против Андраде Сиена Алмаса на WWE NXT TakeOver: Philadelphia[198]
  - 5 — звездочный матч (07.04.2018) — против Томмазо Чиампы на WWE NXT TakeOver: New Orleans
  - 5,5 — звездочный матч (05.04.2019) — против Адама Коула на WWE NXT TakeOver: New York
  - 5,25 — звездочный матч (01.06.2019) — против Адама Коула на WWE NXT TakeOver: XXV
- WWE
  - Чемпион NXT (1 раз)[199]
  - Североамериканский чемпион NXT (3 раза)[200]
  - Командный чемпион NXT (1 раз) — с Томмасо Чиампой[154]
  - Командный чемпион WWE (2 раза) — с Томмасо Чиампой[154]
  - Первый чемпион Тройной короны NXT
  - Премия года NXT (5 раз)
    - Матч года (2016) — с Томмазо Чиампой против The Revival (Дэш Уайлдер и Скотт Доусон) в матче два из трёх удержаний за командное чемпионство NXT на NXT TakeOver: Toronto (2016)[201]
    - Матч года (2018) — против Андраде Сиена Алмаса за чемпионство NXT на WWE NXT TakeOver: Philadelphia (2018)[202]
    - Матч года (2019) — против Адама Коула в матче два из трёх удержаний за вакантное чемпионство NXT на WWE NXT TakeOver: New York[203]
    - Соперничество года (2018) против Томмазо Чиампы[202]
    - Соперничество года (2019) против Адама Коула[203]